# Ashkum, Illinois
Ashkum là một làng thuộc quận Iroquois, tiểu bang Illinois, Hoa Kỳ. Năm 2010, dân số của làng này là 761 người.

## Dân số
Dân số qua các năm:
- Năm 2000: 724 người.
- Năm 2010: 761 người.